# Kristian Henrik Hjärne
Kristian Henrik Hjärne, född 29 april 1709 i Stockholm, död 27 juli 1794, var en svensk läkare. 
Hjärne var son till läkaren och naturforskaren Urban Hjärne och Elisabeth Carlsdotter Cederström. Han började studera vid Uppsala universitet 1727 men reste 1732 utrikes och avlade medicine kandidat-examen i Paris. Efter återkomsten till Sverige etablerade han en stor läkarpraktik och blev bland annat livmedikus hos drottning Ulrika Eleonora.
Kristian Henrik Hjärne komponerade ett flertal nya läkemedel och kurer som blev mycket använda, till exempel
- Hjärnes testamente, även kallat Hjärnes beska kryddor eller Hjärnes beska elixir, ett elixir med mycket besk smak. Det användes under decennier både inom och utom Sverige, från högreståndspersoner till allmoge. Medlet ansågs vara allmänt "livgivande", bra mot allehanda krämpor och skulle kunna förlänga livet.
  - Elixiret innehöll saffran, zittverrot, lärkträdsvamp, kinesisk rabarber, baggsöta, myrra, leveraloe och teriak, allt löst i alkohol.
- Hjärnes plåster, även kallat tvålplåster, ett plåster som användes mot infekterade sår på huden men även mot invärtes sjukdomar, till exempel "lungkatarr", vatten i lungsäcken och reumatiska svullnader. Även detta fick mycket utbredd användning och fanns fortfarande 1909 med i svenska farmakopén[2].
  - Plåstret bereddes av vit tvål, olivolja, blyoxid och venetiansk terpentin utbrett på ett stycke läder eller lärft.

I sin bok Hus- och Rese-Apotek (utgiven 1739, 3:e upplagan 1815) beskriver han sina läkemedel.